# Clas Livijn
Clas Johan Livijn (født 12. november 1781 i Skänninge, død 12. oktober 1844 i Stockholm) var en svensk forfatter.
Livijn blev student 1800 i Lund, men rejste 2 år efter til Upsala, hvor den litterært interesserede unge mand blev medlem af selskabet "Vitterhetens Vänner", det første tilholdssted i Sverige for nytysk romantik. Efter at Livijn 1805 havde taget juridisk eksamen, vedblev han at beskæftige sig med skønlitterære studier, han skrev parodier til sin og vennernes morskab på det svenske Akademis prisskrifter, og da det oppositionelle romantisk-polemiske tidsskrift "Polyfem" grundedes, var Livijn her en selvskreven medarbejder. 1808 havde han modtaget udnævnelsen som auditør ved Skaraborgs Regiment.
1813—14 måtte han følge med sit regiment til Nordtyskland. Men forinden havde han udgivet en satirisk roman Johan David Lifbergs lefverne (1810), der dog lige saa lidt som en senere Axel Sigfridssons (1817) blev fuldendt. Livijn er en af det unge romantiske Sveriges få prosaister; hans stil er mærkværdig lidt kunstlet, men i tankegang og emnevalg er han tydelig påvirket af Tieck, Jean Paul og E.T.A. Hoffmann. Det er altid det miskendte genis historie, som fortælles; helten i fortællingen anses for gal af sine spidsborgerlige omgivelser, men er klogere end dem alle.
Således også i Livijns bedst kendte arbejde, Spader Dame, en berättelse i bref funne på Danviken (1824), en overspændt romantisk-satirisk roman om en students skibbrud i livet. Efter dette skrift optrådte Livijn senere kun undtagelsesvis som æstetisk forfatter; derimod gav han adskillige indlæg i døgnets politiske og juridiske brændende spørgsmål (Om ministere och opposition i Sverige 1835; Promemoria angående Sveriges försvarslöshetssystem 1844). 1835 var Livijn blevet udnævnt til generaldirektør for Sveriges fængsler, og denne virksomhed omfattede han med stor interesse og energi.